# Inger Leijonhufvud
Inger Eriksdotter Leijonhufvud, född Leksell den 6 december 1910, död den 27 april 1990 i Danderyds församling, var en svensk jurist och feminist.
Hon var dotter till rådmannen Erik Leksell och Signe Göthlin samt gift med bankdirektören Erik Leijonhufvud. Hon blev jur. kand. vid Uppsala universitet 1935. Hon arbetade som notarie vid Stockholms rådhusrätt 1935–1937 och vid Kommerskollegium 1938–1939. 
Leijonhufvud var sekreterare för Stiftelsen Lars Hiertas Minne 1956–1982. Hon var styrelseledamot i International Alliance of Women 1948–1952. Hon var ordförande för Fredrika Bremer-förbundet 1959–1961.
Hon var styrelseledamot i Europeiska kvinnounionen 1963–1968. 
Inger Leijonhufvud är gravsatt i minneslunden på Djursholms begravningsplats.